# 奥野ダム
奥野ダム（おくのダム）は、静岡県伊東市鎌田、二級河川・伊東大川本川の河口から約6.0km上流に建設されたダムである。
静岡県熱海土木事務所が管理する補助多目的ダムで、伊東大川の治水と伊東市への上水道供給を目的に建設された。伊豆半島を流れる河川に建設された河川法上のダムとしては初の例である。堤高63.0mの中央土質遮水壁型ロックフィルダムである。ダムによって形成された人造湖は松川湖（まつかわこ）と呼ばれる。

## 沿革
伊東大川は伊東市街を貫くようにして流れる。このため伊東市の水源として重要な役割をもっているが、一方で大雨の際には洪水は一気に伊東市街に押し寄せる。ゆえに古くより氾濫被害の絶えない河川であったが1958年（昭和33年）の狩野川台風において、伊東市に壊滅的な被害を与えた。この狩野川台風を契機に伊東大川の河川改修が計画されたが、流路延長10kmの内約8kmは山地であるため堤防が建設できず、残り2kmの平地も河川両岸に人家や温泉街が密集していることもあって、堤防を新規に建設することは事業費の増大を招き、事実上不可能に近かった。
一方、伊東市は熱海市と並び伊豆地方の観光地として、海水浴客や伊東温泉への観光客が多く訪れる重要な観光都市でもあった。国鉄（現・JR東日本）伊東線や伊豆急行線が通過していることもあり、首都圏のベッドタウンとしても注目され人口は急増。温泉街の拡大も含め上水道の需要が大きく高まった。だが伊東大川の自然流量では増加する人口に対応できるだけの取水が次第に困難となって行き、新たな水源の確保に迫られた。
こうした経緯を踏まえ河川管理者である静岡県は、伊東市の治水安全度を高めると同時に伊東市への上水道需要を確保するためには伊東大川に多目的ダムを建設して対処するのが、最も妥当な方法であるとの結論を得た。そして1972年（昭和47年）より伊東大川総合開発事業の中心事業として、伊東市の奥野地先にダムを建設する計画を立てた。これが奥野ダムである。

## 目的

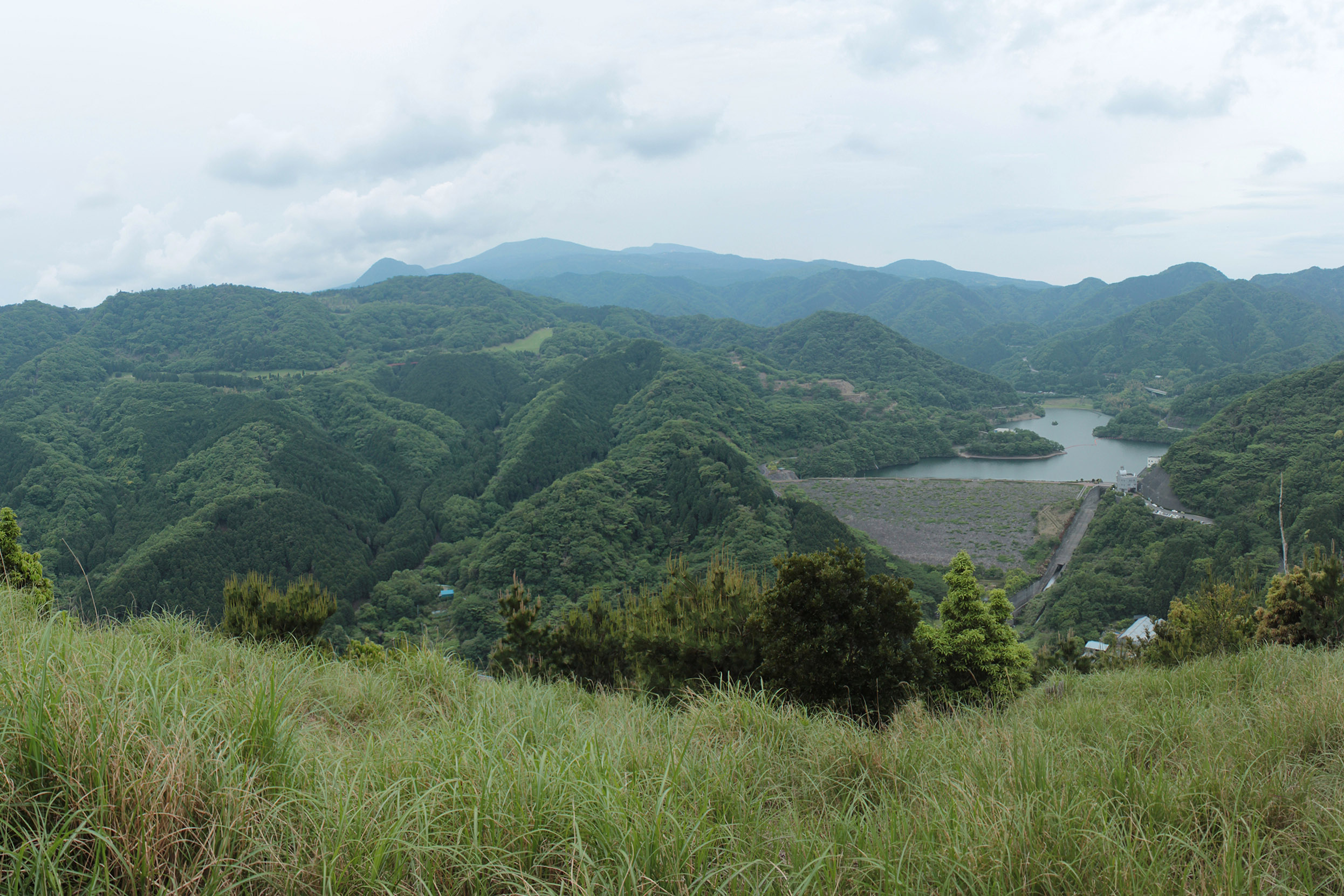
奥野ダムと地勢

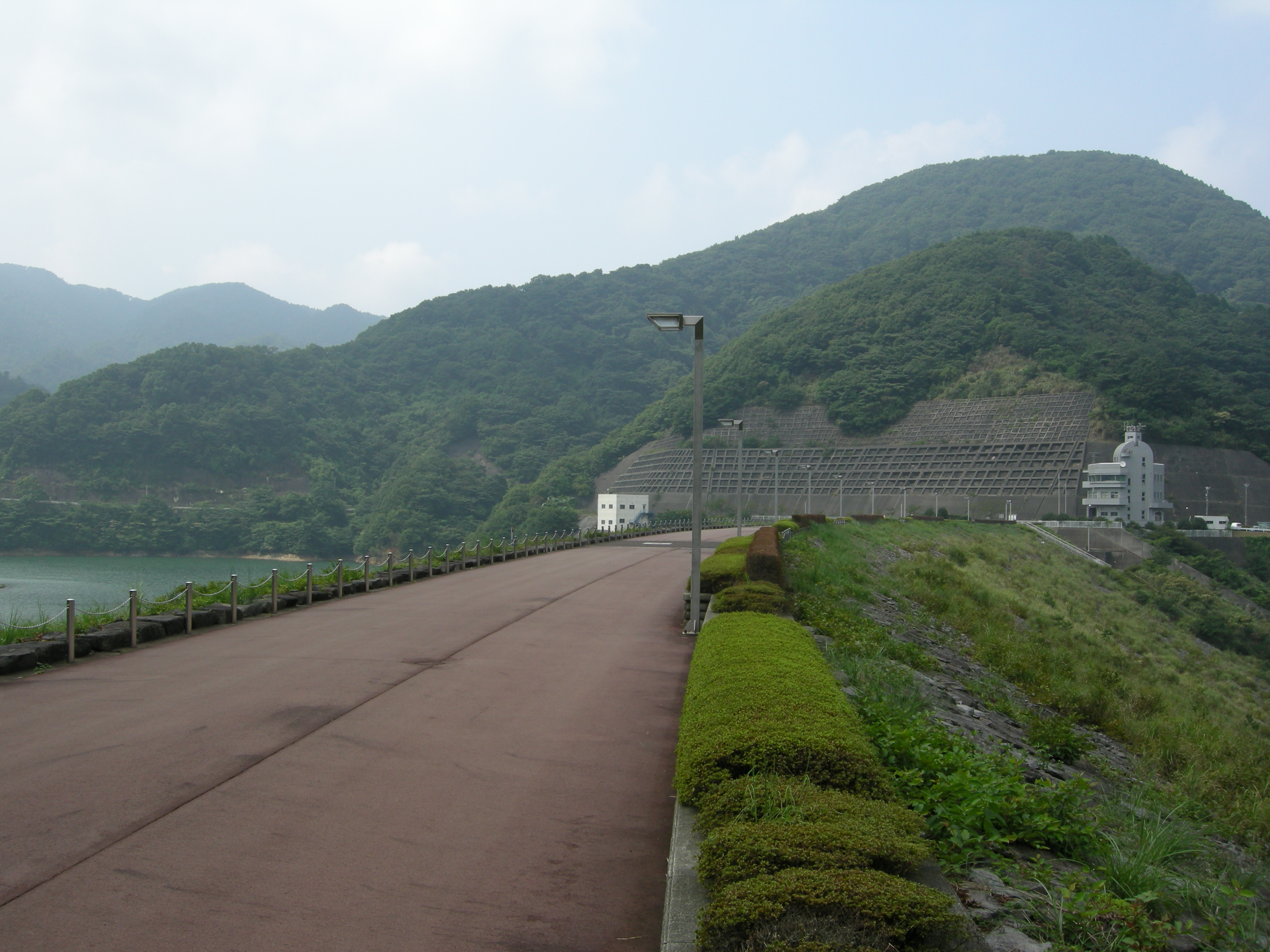
遊歩道となっているダム堤体

ダム地点は岩盤が余り堅固ではない地盤であったこともあり、ロックフィルダムが選定された。当初は1983年（昭和58年）に完成する予定であったが、補償交渉などの長期化によって最終的に1989年（平成元年）に完成を見た。ダム建設に伴い奥野地区27世帯が移転を余儀無くされた。
ダムの目的であるが、治水目的である洪水調節については岡橋地点を基準に伊東大川の計画高水流量（計画された最大限の洪水流量。過去最大の洪水流量を参考としている）を毎秒550トンから毎秒250トン（毎秒300トンの流量カット）に低減させる。また伊東市大川浄水場地点において毎秒0.506トンの流量を確保し、伊東大川の正常で一定な流量を維持する不特定利水を供給する。一方利水目的である上水道については、伊東温泉を始めとする伊東市中心部に対して日量33,250トンの上水道を供給する。
なお、計画当初は「城山ダム」という名称で計画されていたが、すでに神奈川県津久井郡津久井町（現・相模原市）に城山ダム（相模川。津久井湖）が完成していたこともあり、混同を避ける意味からダム建設地点の「奥野」をダム名として採用した。

## 松川湖

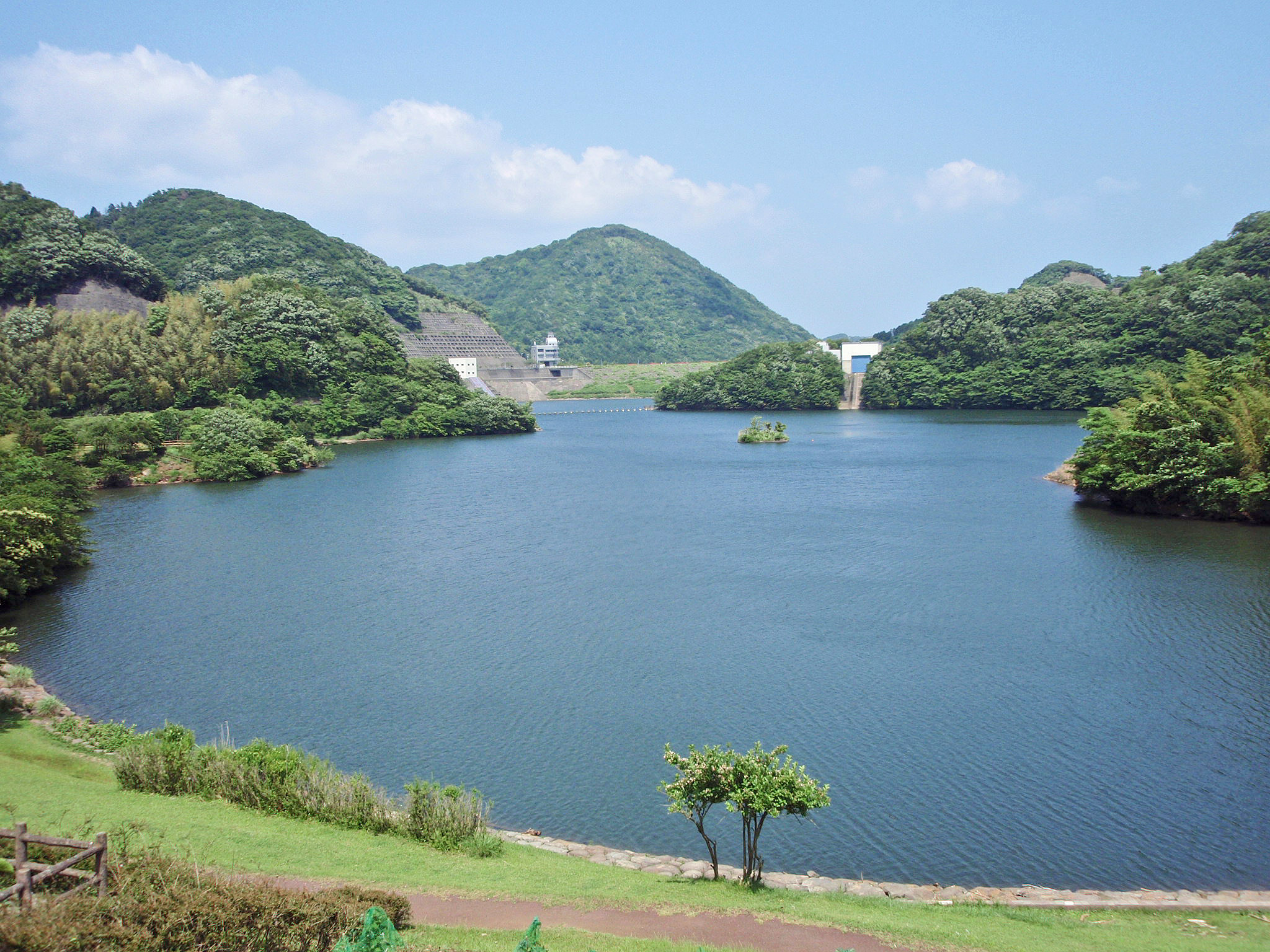
奥野ダムと松川湖

ダム湖である松川湖はダム完成の二年前、1987年（昭和62年）に命名された。これは1987年が伊東市制40周年の記念の年であり、「伊東市制40周年記念事業」の一環として建設中の奥野ダム湖の名称を一般公募したことによる。その結果最も多い得票を得た「松川湖」がダム湖名として選定された。名の由来であるが、伊東大川が地元では一般的に「松川」と呼ばれていることから、その通称を湖名としたのである。なお、長野県にある片桐ダム（片桐松川）の人造湖も「松川湖」と呼ばれる。
完成後は管理者である静岡県や伊東市によって周辺整備事業が進められ、現在では伊東市民の憩いの場として多くの市民が訪れる「地域に開かれたダム」となっている。特に松川湖岸は晩冬から春に掛けて名所となる。毎年1月から2月にかけては約300本のロウバイが咲き、梅香を堪能できる。それに続き4月から5月にかけてはシバザクラが湖岸を一斉に染め上げ、花見に多くの観光客や市民が詰め掛ける。湖岸には展望台や遊歩道も整備されている。毎年7月下旬の夏休みには「一日ダム教室」が開かれるが、親子木工教室のほか普段は立入ることのできないロックフィルダム底部を見学することができる。近年ではダム堤体内部を見学できるダムは増加しているがそのほとんどは重力式コンクリートダムであり、ロックフィルダム内部を見学できるダムは稀である。
また、松川湖は伊豆半島における数少ない湖釣りのスポットでもある。主に釣れるのはニジマスやアマゴであるが、ルアーフィッシングも可能であることから多くの釣り客も訪れる。漁業権は伊東市松川漁業協同組合が所有しており、一日券は1,000円、年間券は8,000円（中学生1,000円）となっている。なおワームを使った釣りは禁止されている他、サクラの開花時期は危険回避の観点から一部の場所が立入制限されるので、注意が必要である。
このように松川湖は伊東市における新たな観光スポットとなっており、特にゴールデンウィークには観光客も多い。このためダムを管理する静岡県熱海土木事務所では毎年連休前に遊歩道や展望台などの周辺設備を点検している。最近では「松川湖を考える会」などの市民ボランティア組織も加わり、環境整備を行っている。
「奥野ダム（松川湖畔）公園施設」で、平成5年度手づくり郷土賞（自然とふれあう水辺づくり）受賞。

## 鳥獣保護区指定
奥野ダムと松川湖周辺は現在、静岡県指定奥野ダム鳥獣保護区に指定されている。だが、この鳥獣保護区指定はダム完成後の事であり、ダム建設によって鳥類が繁殖したというケースである。
ダム建設は環境に大幅な改変を加えることから、ダムと環境との関わりについて論争されることはしばしばである。特に1998年（平成10年）に環境影響評価法が施行された後は、猛禽類の繁殖が確認されたことでダム建設がストップする例も多く、開発と環境保護の整合性が問題になっている。奥野ダム建設に際してもこのような懸念があったことから鳥類への影響についての調査が行われることとなり、ダム本体着工前の1981年（昭和56年）12月よりダム完成後の1992年（平成4年）3月までの11年間、伊豆野鳥愛好会によって生息調査が継続的に実施された。
ダム建設当時はオシドリとカルガモのほかには目立った鳥類の生息は確認されていなかった。だがダム工事を経て完成して以降次第に鳥類の数が増加して行った。カモ類ではトモエガモが新たに増え、このほかアカハジロやツバメ、アマツバメなどが新たに確認された。さらに、ダム建設前には確認されていなかった猛禽類も確認されるようになり、ミサゴやワシタカが確認された他、サシバが南方へ渡る際の飛行コースになっていることも調査で判明した。
最終的に調査したところ、建設前の鳥類生息数は5目17科であったが完成後は倍以上となる13目29科87種の鳥類の生息や飛行が確認された。これは人造湖の生成という新たな環境の出現により水辺が生まれ、餌となる魚類の捕食がしやすくなったことや湛水による水位の上昇で、狭い谷だったのが相対的に広くなったことで飛来しやすくなったことが考えられている。こうした結果によりダム周辺は鳥獣保護区に指定されたわけだが、とかく「環境破壊の権化」として環境保護団体やエコロジストなどから忌み嫌われているダムが、鳥類の環境形成に寄与しているという一面を見ることができる。

## アクセス
伊東市街から至近距離に位置する都市型ダムのため、交通アクセスは簡便である。
- 車の場合は国道135号を伊東市方面へ進み、中心街で静岡県道12号伊東修善寺線に入り山間部へ進む。三島市方面からの場合は国道136号を伊豆市方面へ進み、伊豆市中心部において同じく静岡県道12号伊東修善寺線に入り、伊東市冷川方面へ進む。中伊豆バイパスを抜けると到着。このほか伊豆スカイラインからも行くことができる。冷川インターチェンジを下車、静岡県道12号と中伊豆バイパスを経由すると到着。

- 公共交通機関の場合は、伊東駅下車後「荻」「かどの球場」「十足」方面行きのバスに乗車し、「城の平」のバス停留所で下車。そこから15分～20分程度歩くとダムに着く。ダムまでは南伊東駅の方が近いが、バスを使う場合は伊東駅からの方が楽に行くことができる。